# Ectatommiphila glabra
Ectatommiphila glabra är en skalbaggsart som först beskrevs av Lea 1910.  Ectatommiphila glabra ingår i släktet Ectatommiphila och familjen stumpbaggar. Inga underarter finns listade i Catalogue of Life.